# Округ Сент Мерис (Мериленд)
Сент Мерис (енгл. St. Mary's County) је округ у америчкој савезној држави Мериленд.

## Демографија
По попису из 2010. године број становника је 105.151, што је 18.94 (22,0%) становника више него 2000. године.
| Група             | 2000.          | 2010.          |
| Белци             | 69.336 (80,4%) | 80.402 (76,5%) |
| Афроамериканци    | 12.003 (13,9%) | 15.030 (14,3%) |
| Азијати           | 1.553 (1,8%)   | 2.596 (2,5%)   |
| Хиспаноамериканци | 1.720 (2,0%)   | 3.972 (3,8%)   |
| Укупно            | 86.211         | 105.151        |